# Elfter Kopf
Der Elfter Kopf ist ein 233 m ü. NHN hoher Berg im Wiehengebirge im westfälischen Kreis Minden-Lübbecke. Er liegt auf der Grenze der Gemeinde Hille zur Stadt Bad Oeynhausen, die hier im Zuge des Gebirgskammes verläuft.

## Lage
Der Elfter Kopf hat, wie fast alle Berge im Wiehengebirge, einen langgestreckten Kammgipfel (Egge) und ist von den westlich anschließenden Gipfeln nur durch Dören getrennt. Der Berg wird dennoch als markanter Gipfel wahrgenommen, da die östlich sich anschließende Döre, die Wallücke, sehr ausgeprägt ist.
Der Elfter Kopf stellt den östlichen Eckpfeiler des geschlossenen, 17,5 Kilometer langen und zwischen 0,5 und 2,2 Kilometer breiten Waldgürtels vom Durchbruch der Großen Aue bei Neue Mühle bis hierher dar, denn auf der Wallücke ist der Wald, wenn auch nur für wenig mehr als 100 Meter, unterbrochen.
Der Elfter Kopf hat seinen Namen durch die zum Hillener Ortsteil Oberlübbe gehörende kleine Ortschaft Elfte, die sich rund 800 Meter nordöstlich des Gipfels befindet. Rund einen Kilometer nordwestlich liegt der Gipfel des Bröderhauser Berges.

## Geschichte und Natur
Auf dem Elfter Kopf gab es im alten "Pottschen Steinbruch" einen Sprengplatz der Pioniere der Bundeswehr. Auch der Abbau von Erzen hat früher eine Bedeutung gehabt. Heute sind große Teile des Berges ein ausgewiesenes Naturschutzgebiet. In den alten Erzabbaustollen leben seltene Fledermausarten. Der Uhu brütet am Berg.

## Tourismus
Über den Berg verlaufen der Wittekindsweg, der E11 und der Nikolausweg.